# 남면 (여수시)
남면(南面)은 대한민국 전라남도 여수시의 면이다. 넓이는 42.34km2이고, 인구는 2006년 기준으로 5,087명이다.

## 개요
여수시 남면은 여수시에서 삼산면을 제외한 최남단에 위치하고 북으로 돌산읍과 화정면에 인접하고 동쪽으로 경상남도 남해군과 거제시, 서쪽으로는 고흥군과 인접하고 있으며 망망대해의 태평양과 접하고 있다.

## 연혁
- 757년 (신라 경덕왕 16년) : 승평군 여산현에 속함
- 995년 (고려 성종 14년) : 해양도 승주군 해군절도사 돌산현에 속함
- 1010년 (고려 현종 9년) : 나주목 승주군 돌산현에 속함
- 1396년 (조선 태조 5년) : 순천부 전라좌수사 돌산포진에 속함
- 1413년 (조선 태종 13년) : 전라도 순천도호부 돌산만호에 속함
- 1860년 : 안도 대화재(무신 대화재)로 100여호 전소
- 1885년 : 금오도 봉산해제, 집강설치, 심포마을에 서당개설
- 1888년 : 횡간도 관왕조 설치
- 1895년 : 면제 실시
- 1896년 : 돌산군 및 금오도 설치
- 1910년 : 소리도 등대 설치
- 1917년 : 금오면 남면으로 개칭, 남면 사무소 수조병가 신축
- 1918년 : 안도 경찰 주재소 설치, 금오도 민유지 해결 기념비 설립
- 1919년 : 남면에서 3.1운동 시위가 발생. 일본인 전용학교인 안도 심상소학교 설립
- 1921년 : 남면 사립보통학교 설립
- 1922년 : 안도 사립보통학교 설립
- 1924년 : 여남 공립 보통학교 개설, 화태 김 인공양식 성공
- 1932년 : 여수경찰서 안도지서 설치
- 1937년 : 장지에 남면 사설우체국(심장우편소) 설립
- 1938년 : 여남수상소학교 개칭, 여수 화태수상소학교 설립, 여객선 쓰르마루 운항
- 1940년 : 계도사립수상소학교 설립
- 1942년 : 여안공립보통학교 개설, 안도수상소학교와 합방, 여안 공립국민학교로 개칭
- 1943년 : 여수화태공립국민학교로 개칭
- 1945년 : 안도의용소방대 결성, 여객선 쓰르마루 폐지
- 1946년 : 남면지서 설치 (현 여남중학교 위치), 유송공립국민학교 설립, 화태공립 국민학교 개설, 여객선 동도호 운항
- 1949년 : 여남 우편국 개국, 여남공립국민학교 두포분교장 설립, 유송공립국민학교 항금 분교장 설립
- 1951년 : 여수화태국민학교 횡간분교장 설립, 여남고등공민학교 설립
- 1952년 : 초대 면의원 선거, 안도 우체국 개국, 여객선 동도호 폐지
- 1953년 : 여객선 웅천호 운항
- 1956년 : 계도출장소 개설, 제2대 면의원 선거, 초대 면장 선거
- 1959년 : 여객선 웅천호 폐지
- 1960년 : 여객선 조양호 운항, 남면사무소 석조 스레트 신축, 두포국민학교 승격, 여남국민학교 유포분교장과 장지분교장 설립, 제3대 면의원 선거, 제2대 면장 선거
- 1962년 : 여객선 창운호 운항, 항금국민학교 승격
- 1963년 : 유포국민학교 승격, 여객선 조양호와 창운호 폐지
- 1964년 : 여남고등공민학교 폐교, 여객선 장구호와 창영호 운항
- 1965년 : 여남중학교 설립
- 1966년 : 안도우체국 계도분국 개설, 여수화태국민학교 소두분교장 설립, 남면지서 이축 (내외진 현 위치)
- 1967년 : 안도 화태출장소 개설, 여동국민학교 승격, 화태 경찰행정연락소 설치
- 1968년 : 여수우체국 화태분국 개설, 향토예비군 남면 제1중대 창설 (남면 전역), 향토예비군 남면 제2중대 창설(안도, 계도 제1중대에서 분리), 소횡간도 경찰행정연락소 설치, 계도국민학교 역포분교장 설립, 여수화태국민학교 나발분교장 설립, 여동국민학교 소행간분교장 설립, 여안국민학교 부도분교장 설립, 여객선 여1호 운항
- 1969년 : 남면 단위농협 설립, 여객선 장구호 폐지
- 1972년 : 박재규선생 선덕불망비 재막, 남면 단위농협건물 신축, 횡간도 자가발전소 시설, 두포국민학교를 두모국민학교로 개칭
- 1973년 : 향토예비군 남면 제3중대 창설(유송, 제1중대에서 분리), 화태국민학교로 개칭, 여객선 창영호 폐지
- 1974년 : 여객선 산양호 운항, 여객선 창녕호 서편운항, 횡간 경찰행정연락소 설치
- 1975년 : 남면 단위농협 계도분소 설치, 여객선 여1호 폐지
- 1976년 : 남면 보건지소 설치, 부도 경찰행정연락소 설치, 여객선 신흥호 운항
- 1978년 : 향토예비군 남면 제5중대 창설(화태,두라, 행간 제1중대에서 분리), 화태, 소두 경찰행정연락소 설치, 화태국민학교 나발분교장 설치
- 1979년 : 여객선 강화호 운항
- 1980년 : 계도 보건지소 설치, 나발 경찰 출장소 설치, 향토예비군 남면중대로 개칭(제1, 3중대 통합), 향토예비군 안도출장중대로 개칭(제2중대), 향토예비군 화태출장중대로 개칭(제5중대), 여객선 강화호 폐지
- 1981년 : 여남우체국 이설, 안도 보건지소 설치, 여남중학교 계도분교 설립, 수항도, 대두라도 경찰 출장소 설치, 다도해 해상국립공원으로 지정, 여객선 경주호 운항
- 1982년 : 남면일주도로 개설(장지), 안도고등공민학교 폐교, 두라국민학교 승격, 두라국민학교 소두분교로 변경, 화태국민학교 여동분교 격하
- 1983년 : 여남중학교 화태분교 설립, 계도고등공민학교 폐교, 안도우체국 신축
- 1984년 : 여남고등학교 설립, 여남중학교 안도분교 설립, 유송국민학교 항금분교장 격하, 화태보건진료소 설치, 안도보건진료소 격하
- 1985년 : 금오도 개척 백주년 기념 행사 및 기념비 제막, 진명 조남선 선생 영덕비 제막(여남고등학교), 남면사무소 철근 콘크리트 2층 신축, 송고보건진료소 설치
- 1988년 : 두라, 행간 보건진료소 설치, 화태국민학교 두라분교 격하
- 1990년 : 우학~두모간 도로 군도로 승격, 여남국민학교 유송분교, 항금분교 격하, 화태국민학교 여동분교 격하, 여동국민학교 소횡간분교 폐교
- 1991년 : 여남국민학교 유포분교장 격하, 화태국민학교 두라분교장 격하, 화태국민학교 소두분교장으로 변경
- 1992년 : 여남국민학교 두모분교장 격하, 화태국민학교 소두분교장 폐교
- 1994년 : 안도 출장소신축, 여안국민학교 부도분교장 폐교, 화태국민학교 나발분교장 폐교
- 1998년 4월 1일 : 여수시,여천시,여천군 통합으로 여수시 남면으로 개칭

## 행정 구역
| 법정리       | 행정리           | 자연마을                                                           | 비고 |
| ------------ | ---------------- | ------------------------------------------------------------------ | ---- |
| 두라리(斗羅) | 나발리(羅發)     | 나발도(羅發島), 소두라도(小斗羅島)                                 |      |
| 두라리(斗羅) | 대두리(大斗)     | 大斗(대두)                                                         |      |
| 두라리(斗羅) | 봉통리(峰桶)     | 벌통구미(峰通), 선창(船艙)                                         |      |
| 두모리(斗母) | 두포리(斗浦)     | 두포(斗浦), 가는고지, 굴등, 분무골, 양지포                         |      |
| 두모리(斗母) | 모하리(母賀)     | 모하(母賀), 조피동(鳥皮洞), 늦은목, 연화동, 어드미                 |      |
| 두모리(斗母) | 직포리(織浦)     | 보대(織浦), 쌔받꼴창(쌔앗골)                                       |      |
| 심장리(心張) | 미포리(尾浦)     | 망끄미(尾浦), 사발개                                               |      |
| 심장리(心張) | 심포리(深浦)     | 짚은개(深浦), 막개(莫浦)                                           |      |
| 심장리(心張) | 장지리(張芝)     | 진작지, 숮구지, 작은우실개(小牛室浦)                               |      |
| 안도리(安島) | 안도리(安島)     | 안도(安島), 이야포(以也浦), 상산동(上山洞), 오지암, 동고지(東古地) |      |
| 안도리(安島) | 서고지리(西古地) | 서고지(西古地), 가마도(釜島)                                       |      |
| 연도리(鳶島) | 연도리(鳶島)     | 연도(鳶島), 서랑(西部), 까랑포(南部), 북랑(北部), 떡포(德浦)       |      |
| 연도리(鳶島) | 역포리(力浦)     | 역포(力浦)                                                         |      |
| 우학리(牛鶴) | 내외진리(內外珍) | 안진개, 안골, 웃동네, 밧진개                                       |      |
| 우학리(牛鶴) | 우실리(牛室)     | 우실개, 건바구(黑岩洞), 찬물내기(伶水洞)                           |      |
| 우학리(牛鶴) | 학동리(鶴洞)     | 학동(鶴洞), 작은머리개, 큰머리개, 못동                             |      |
| 유송리(柳松) | 대유리(大柳)     | 큰버들개(大柳)                                                     |      |
| 유송리(柳松) | 소유리(小柳)     | 작은버들개(小柳), 연목                                             |      |
| 유송리(柳松) | 송고리(松高)     | 솔고지(松高), 관철수, 외건바구                                     |      |
| 유송리(柳松) | 여천리(汝泉)     | 여천구미(汝泉)                                                     |      |
| 유송리(柳松) | 함구미리(含九味) | 함구미(含九味), 용머리(龍頭)                                       |      |
| 화태리(禾太) | 월전리(月田)     | 달밭구미(月田)                                                     |      |
| 화태리(禾太) | 화태리(禾太)     | 禾太(화태), 마족, 독쟁이, 뻘끄미, 괴머리                           |      |
| 횡간리(橫干) | 횡간리(橫干)     | 빗가니(橫刊), 작은빗가니(小橫干)                                   |      |

## 부속 도서
유인도
| 이름     | 위치                                | 면적(km2) | 비고 |
| -------- | ----------------------------------- | --------- | ---- |
| 금오도   | 남면 두모리, 심장리, 우학리, 유송리 | 27.481    |      |
| 나발도   | 남면 두라리                         | 0.115     |      |
| 대두라도 | 남면 두라리                         | 1.013     |      |
| 대부도   | 남면 안도리                         | 0.159     |      |
| 대횡간도 | 남면 횡간리                         | 0.344     |      |
| 소두라도 | 남면 두라리                         | 0.158     |      |
| 소횡간도 | 남면 횡간리                         | 0.076     |      |
| 수항도   | 남면 유송리                         | 0.054     |      |
| 안도     | 남면 안도리                         | 3.956     |      |
| 연도     | 남면 연도리                         | 6.813     |      |
| 화태도   | 남면 화태리                         | 2.171     |      |

무인도
| 이름                | 위치              | 면적(m2) | 비고   |
| ------------------- | ----------------- | -------- | ------ |
| 검등여 (검둥여)     | 남면 연도리 산602 | 3,268    | 국유지 |
| 구몽여              | 남면 안도리 산403 | 2,153    | 국유지 |
| 기름여              | 남면 연도리 산605 | 764      | 국유지 |
| 납작도              | 남면 연도리 산603 | 471      | 국유지 |
| 대가리여            | 남면 유송리 산339 | 1,035    | 국유지 |
| 대구몽암            | 남면 심장리 산291 | 1,013    | 국유지 |
| 대배다도 (배다여)   | 남면 안도리 산401 | 10,226   | 국유지 |
| 돔담여 (돔당여)     | 남면 연도리 산606 | 452      | 국유지 |
| 몽여                | 남면 횡간리 산2   | 1,411    | 국유지 |
| 소가리여            | 남면 유송리 산338 | 637      | 국유지 |
| 소배다도 (소배다여) | 남면 안도리 산402 | 5,198    | 국유지 |
| 소알마도            | 남면 연도리 산604 | 4,584    | 국유지 |
| 작도                | 남면 연도리 산607 | 50,766   | 국유지 |
| 형제도              | 남면 유송리 산341 | 6,017    | 국유지 |

## 교통
남면의 북부에 있는 화태도에 화태대교가 연결되어 국도 제77호선이 지나가지만, 화태도에서 대두라도, 금오도 사이의 해협에 다리를 개설할 계획은 아직 없다.